# Ronchetto delle Rane
Ronchetto delle Rane (Ronchett di Rann in dialetto milanese, AFI: [rũˈkɛt di ˈrã]), già conosciuto col nome di Tre Ronchetti per via della presenza del Ronchettino e del Ronchettone è una località rurale, un quartiere  e un'antica parrocchia del comune di Milano posta nella periferia meridionale della città, a nord del comune di Rozzano.
Appartiene al Municipio  5 e al NIL n. 40 "Ronchetto delle Rane".  In precedenza borgo rurale facente parte dei Corpi Santi, venne annesso al comune di Milano nel 1873.

## Descrizione
La parola ronchetto indicava nel medioevo una zona disboscata e convertita a campo agricolo, ed è legata alla parola roncola, attrezzo utilizzato appunto per eliminare piante e rovi indesiderati.
L'abitato attuale si concentra attorno alla via Manduria e alla via Pescara, sorgendo fra Quinto Stampi e Quintosole. Il vecchio borgo agricolo era costituito da una chiesetta e da quattro edifici a forma di L che costituivano la Cascina Tre Ronchetti.
È menzionato da Alberto Sordi nei primi istanti del film commedia Il vedovo. Nello specifico, rivolgendosi al suo amministratore Marchese Stucchi: "Marchese, lo sa che scherzo mi hanno fatto quei gamberetti che abbiamo mangiato ieri sera a Ronchetto delle Rane?".